# Fratele lui Moș Crăciun
Fratele lui Moș Crăciun (titlu original: Fred Claus) este un film de Crăciun american de comedie din 2007 regizat de David Dobkin. Rolurile principale au fost interpretate de actorii Vince Vaughn, Paul Giamatti, Ludacris și Kevin Spacey. Frederick (Vaughn), fratele mai nesuferit al Moșului (Giamatti), este obligat să se mute la Polul Nord. 

## Prezentare
Filmul începe în Europa Evului Mediu în momentul în care o femeie dă naștere unui copil. La câteva minute de la naștere, copilul începe să spună: "Ho, ho, ho!". Mama Claus (Kathy Bates) îl cheamă pe fiul ei, Frederick (Vince Vaughn), să îl vadă pe noul său frate, pe care mama s-a decis să-l numească Nicholas (Paul Giamatti). Mama Claus îl alintă cu dragoste pe noul ei născut ca fiind micul ei Sfânt Nicolae. În timpul Crăciunului, când Nick deschide darurile sale, inclusiv pe cele ale lui Fred, el decide să le dea orfanilor spre mânia lui Fred. Mama Claus îl sfătuiește pe Fred să fie o persoană mai bună, afirmând că ar trebui să fie mai mult ca fratele său; acest lucru cauzează la rândul său alte resentimente ale lui Fred față de Nick. Simțindu-se izolat, Fred urcă de multe ori într-un copac să-i spună problemele sale unei pasări. Altă dată, Nick taie copacul, spunând că acum Fred poate să-l aducă în casă, deoarece i-a plăcut atât de mult. Cu toate acestea, casa păsării care era confidenta lui Fred este distrusă, determinând pasărea să plece; acest lucru duce la o ruptură permanentă între Fred și Nick.
În prezent, este dezvăluit faptul că  Nick a ajuns un sfânt pentru toate faptele sale bune. Din această cauză el, doamna Annette Claus (Miranda Richardson), Fred, mama și tatăl Claus (Trevor Peacock) nu mai îmbătrânesc. Nick a devenit  Moș Crăciun, oferind cadouri oamenilor în timp ce Fred conduce o companie din Chicago de repunere în posesie. Fred se întâlnește cu prietena lui, Wanda Blinkowski (Rachel Weisz), care este supărată pe el deoarece a uitat că peste o zi este ziua ei de naștere. Wanda îi amintește de o zi de naștere anterioară în care Fred a promis că o duce în Franța. Înapoi în apartamentul său, Fred împachetează bagajele atunci când este vizitat de un tânăr băiat orfan,"Slam" Gibbons (Bobb'e J. Thompson). Slam îi spune că dorește un cățeluș de Crăciun. Curând după aceea, un elf pe nume Willy (John Michael Higgins) apare pentru a-l lua pe Fred la Polul Nord. Este dezvăluit că Willy este conducătorul elfilor și că are o pasiune pentru Charlene (Elizabeth Banks), o elfă care-l ajută pe Moș Crăciun. După ce Fred și Willy ajung la Polul Nord, Nick îl salută călduros pe Fred și-i arată împrejurimile. Există, de asemenea, un glob de zăpadă impresionant în zona principală a Atelierului lui Moș Crăciun, glob care dezvăluie dacă cineva a fost cuminte sau obraznic. În timp ce Fred începe să lucreze, Nick se întâlnește cu Clyde Northcutt (Kevin Spacey), un expert în eficiență, care a venit pentru a evalua situația de la Polul Nord. Clyde se duce cu Nick în Atelier, unde domnește haosul din cauza lui Fred.  Clyde îi spune lui Nick că incapacitatea sa de a-și controla personalul este „Avertismentul” #1. În acea noapte, la ora cinei, Nick îl convinge pe Fred să vină la cină alături de mama și tatăl Claus și Clyde. Stând la masă, mama Claus continuă să-l laude pe Nick, în timp ce Fred iese furios afară și se îndreaptă spre Taverna lui Frosty, unde se întâlnește cu Willy care îi spune despre lipsa sa de încredere în sine în ceea ce o privește pe Charlene. Fred îl învață pe Willy să danseze, dar acesta cade  în fața lui Charlene, lucru jenant pentru el. Un discurs de încurajare al lui Fred îi ridică moralul mai târziu. Între timp, Clyde sabotează în mod deliberat departamentul  de sortare al scrisorilor și mai târziu îi spune lui Nick că aceasta este „Avertismentul” #2. Crezând că Fred este cel care-l ține sub stres pe Nick, are loc o reuniune a familiei, la care se alătură Wanda și medicul Goldfarb. Fred pleacă însă după ce spune ca terapia funcționează pentru familiile care doresc să fie împreună, iar ei nu au această problemă. Când Slam apare în capătul listei celor mai obraznici, Fred înțelege că Slam o duce foarte rău și nu este obraznic; apoi Fred îi transformă pe toți cei catalogați drept obraznici în cuminți.
Furios din cauza acestei fapte rele a lui Fred, Nick ajunge să se lupte cu el, iar Nick își rănește spate. Frustrat, Fred părăsește Polul Nord cu cei 50.000 dolari ai săi, dar Nick îi dă lui Fred un cadou pentru a-l lua cu el. Fred așteaptă până ajunge acasă pentru a deschide darul, care este casa unei păsări, un înlocuitor a celei din copac, și un bilet de la Nick în care îi spune că-i pare rău pentru tăierea copacului. Evident confuz în ceea ce privește sentimentele sale, Fred participă la o ședință a Fraților Anonimi. La sfârșit,  fratele vitreg mai mic al lui Bill Clinton, Roger, Jr., ține un discurs despre succesul fratelui său. Înapoi la Polul Nord, se pare că sărbătoarea Crăciunului va fi ratată în acest an. Nick este bolnav la pat și, prin urmare, nu poate călători în Ajunul Crăciunului și Fred îl va înlocui în această misiune. Willy îi reamintește lui Fred că, potrivit unei reguli vechi,  doar un membru al familiei Claus poate livra cadourile și că Fred corespunde acestei reguli. Fred începe livrarea  cadourilor copiilor din întreaga lume și Willy îl însoțește pentru a-l ajuta la pilotarea saniei. Între timp, la miezul nopții, Clyde îi sabotează oprind energia care era singura cale a Polului Nord de a comunica cu Fred și Willy pentru a-i ajuta să navigheze. În timp ce Fred și Willy încearcă să dea cadouri tuturor copiilor, Nick vorbește cu Clyde și își dă seama că atunci când era un băiat, Clyde nu a primit ce cadou a vrut de la Nick; din cauza acestui lucru s-a transformata în omul care dorește să distrugă Crăciunul. Nick își dă seama, mulțumită lui Fred, că definiția lui privind obrăznicia era greșită. Nick se împacă cu acesta, oferindu-i lui Clyde pelerina de Superman la care a visat mereu. Fred se oprește pentru a-l vizita pe Slam și-i aduce cățelul mult dorit. Fred se confruntă în continuare cu Slam dar identitatea sa nu este descoperită și-i explică lui Slam că ar trebui să îmbrățișeze și alte persoane  pentru a deveni o persoană mai bună. Pe baza sfatului anterior îi spune lui Slam că  este un băiat bun. În timp ce restul elfilor așteaptă cu nerăbdare în tavernă, Willy mărșăluiește înainte și, cu încrederea sporită,  merge până la Charlene, ia un scaun să stea pe el pentru a fi mai înalt și o sărută. Ea îi răspunde la sărut. După ce Fred anunță că a fost salvat Crăciunul, toată lumea se adună în jurul globului de zăpadă gigant pentru a urmări cum copiii din lumea întreagă își deschid cadourile. Nick îi spune lui Fred că el este cel mai bun  frate mai mare pe care oricine l-ar putea avea vreodată și, în cele din urmă, cei doi se împacă. Fred se întoarce la casa Wandei care este supărată inițial, nu vrea să-l vadă și îi spune să plece. El refuză spunându-i că vrea să-l însoțească pentru a-i oferi un cadou. Wanda deschide cadoul pentru a găsi un ursuleț de pluș cu un steag al Franței. În acea noapte, Fred o duce pe Wanda în Franța, în sania lui Moș Crăciun și se rotesc în jurul Turnului Eiffel. Cei doi hotărăsc să-și reia viața amoroasă, la fel și Charlene cu Willy sunt  fericiți acum împreună. Peste un an, de Crăciun, Slam este deja adoptat, iar Fred are grijă mereu de el. În ceea ce-l privește pe Clyde, Nick îl angajează pe post de consultant al eficienței și acesta îi învață pe elfi cum să folosească o foaie de calcul. Nick și doamna Claus, precum și părinții lui Nick și Fred vizitează  de Crăciun casa lui Fred și a Wandei și este evident că Fred și mama sa au devenit mai apropiați. Fred a devenit, de asemenea, un adevărat membru al familiei Claus/Crăciun; în timp ce Nick a mai pierdut din  greutate, Fred s-a îngrășat  puțin. Filmul se termină prezentând casa unei pasări la ferestra lui Fred cu o pasăre cocoțată pe ea și care arată la fel ca cea din copilăria lui Fred.

## Distribuție
- Vince Vaughn ca Frederick "Fred" Claus
  - Liam James ca tânărul Fred
- Paul Giamatti ca Nicholas "Nick" Claus
  - Theo Stevenson ca tânărul Nick
- Miranda Richardson ca Dna. Annette Claus, soția lui Nick
- Kathy Bates și Trevor Peacock ca mama și tatăl Claus, părinții lui Fred și Nick. Peacock este și naratorul filmului.
- Rachel Weisz ca Wanda Blinkowski, prietena lui Fred, care este un funcționar ce se ocupă de parcări.
- John Michael Higgins ca Willy, un elf care se împrietenește cu Fred care-l ajută să se cupleze cu Charlene.
- Kevin Spacey - Clyde Archibald Northcutt, un expert al eficienței care a venit pentru a evalua situația de la Polul Nord. Este antagonistul principal al filmului.
- Elizabeth Banks - Charlene, o elfă înaltă, blondă de care Willie se îndrăgostește.
- Bobb'e J. Thompson ca Samuel "Slam" Gibbons, un tânăr băiat orfan.
- Chris 'Ludacris' Bridges ca DJ Donnie
- Allan Corduner ca Dr. Goldfarb
- Frank Stallone, Roger Clinton, Jr. și Stephen Baldwin - în rolurile lor
- Jeffrey Dean Morgan (cameo) ca un anonim cu biletul de parcare.

## Primire
În general, Fratele lui Moș Crăciun a avut parte de recenzii negative, având un rating de 21% pe Rotten Tomatoes; consensul general fiind că: "o grămadă de talent este irosit în acest film de Crăciun care este născocit și excesiv de sentimental și în care nu există un echilibru între umorul de prost gust și momentele familiale sentimentale."
Filmul a avut încasări de 18.515.473 dolari în prima săptămână și la 14 februarie 2008 a avut un venit final brut de 72.006.777 dolari în America de Nord și 25.831.572 dolari în restul lumii, rezultând un total brut la nivel mondial de 97.838.349 dolari. Filmul a devenit numărul 1 în Marea Britanie în prima săptămână, fiind depășit peste o săptămână de Busola de aur.

## Home media
Filmul a fost lansat pe DVD și Blu-ray la 24 noiembrie 2008 în Marea Britanie și la 25 noiembrie 2008 în Statele Unite. Discurile includ 25 de minute de scene șterse și un comentariu audio al regizorului David Dobkin. Varianta pe Blu-ray include un videoclip HD, "Ludacrismas" al lui Ludacris și, de asemenea, un disc bonus intitulat Fred Claus: Race to Save Christmas..